# Copris insidiosus
Copris insidiosus là một loài bọ cánh cứng trong họ Bọ hung (Scarabaeidae).